# Всеобщие выборы в Боливии (1951)
Всеобщие выборы в Боливии прошли 6 мая 1951 года. Это выборы стали последними, в которых существовали имущественные ограничения на избирательное право, так как в следующем 1952 году было введено всеобщее избирательное право.
На президентских выборах Виктор Пас Эстенсоро от оппозиционного Националистического революционного движения (НРД) получил 42,9 % голосов избирателей и занял первое место среди кандидатов, но, поскольку он не получил абсолютного большинства, Национальный конгресс был конституционно обязан избрать президента 6 августа из трёх кандидатов, получивших наибольшее количество голосов. Однако 16 мая военная хунта взяла на себя ответственность за правительство во главе с бригадным генералом Уго Бальивианом в качестве президента.
Национальный конгресс был в конечном итоге распущен Верховным декретом от 7 июня 1951 года, аннулировавшим результаты выборов.

## Предвыборная кампания
Партия социалистическо-республиканского союза (ПСРС) и Социал-демократическая партия (СДП) сформировали альянс Социал-демократического действия для участия в выборах, при этом Габриэль Госальвес от ПРСЕ баллотировался на пост президента, а Роберто Арсе из СДП баллотировался на пост вице-президента.

## Результаты

### Выборы президента
| Кандидат                            | Кандидат                            | Партия                                        | Голосов | %    |
| ----------------------------------- | ----------------------------------- | --------------------------------------------- | ------- | ---- |
|                                     | Виктор Пас Эстенссоро               | Националистическое революционное движение     | 54 129  | 42,9 |
|                                     | Габриэль Госальвес                  | Партия социалистическо-республиканского союза | 40 381  | 32,0 |
|                                     | Бернардино Бильбао Риоха            | Боливийская социалистическая фаланга          | 13 259  | 10,5 |
|                                     | Гийермо Гутьерре Веа Мургиа         | Боливийское гражданское действие              | 6654    | 5,3  |
|                                     | Томас Мануэль Элио                  | Либеральная партия                            | 6530    | 5,2  |
|                                     | Хосе Антонио Арсе                   | Партия революционных левых                    | 5170    | 4,1  |
| Всего                               | Всего                               | Всего                                         | 126 123 | 100  |
| Зарегистрированных избирателей/Явка | Зарегистрированных избирателей/Явка | Зарегистрированных избирателей/Явка           | 204 649 | -    |
| Источник: OEP.                      |                                     |                                               |         |      |

### Выборы вице-президента
| Кандидат                            | Кандидат                            | Партия                                    | Голосов | %    |
| ----------------------------------- | ----------------------------------- | ----------------------------------------- | ------- | ---- |
|                                     | Эрнан Силес Суасо                   | Националистическое революционное движение | 52 602  | 43,2 |
|                                     | Роберто Арсе                        | Социал-демократическая партия             | 38 202  | 31,4 |
|                                     | Альфредо Флорес Суарес Арана        | Боливийская социалистическая фаланга      | 12 397  | 10,2 |
|                                     | Хулио Салмон                        | Боливийское гражданское действие          | 6778    | 5,6  |
|                                     | Баилон Меркадо                      | Либеральная партия                        | 6558    | 5,4  |
|                                     | Абелардо Вильяпандо Ретамосо        | Партия революционных левых                | 5093    | 4,2  |
| Всего                               | Всего                               | Всего                                     | 121 630 | 100  |
| Зарегистрированных избирателей/Явка | Зарегистрированных избирателей/Явка | Зарегистрированных избирателей/Явка       | 204 649 | -    |
| Источник: OEP.                      |                                     |                                           |         |      |